# 12885 Hannahguan
12885 Hannahguan eller 1998 QM34 är en asteroid i huvudbältet som upptäcktes den 17 augusti 1998 av LINEAR i Socorro County, New Mexico. Den är uppkallad efter Hannah Guan.
Asteroiden har en diameter på ungefär 8 kilometer.